# سمك صخري (جنس)
السمك الصخري (الاسم العلمي Synanceia)، جنس أسماك بحرية سامة من فصيلة أسماك صخرية، وتضم أنواع تحوي سم خطير قادر على قتل البشر، وهي تضم إحدى أكثر الأسماك السامة المعروفة. أعطانها المناطق الساحلية في منطقة المحيط الهادي الهندي.